# Czartoryja (województwo zachodniopomorskie)
Czartoryja – wieś w Polsce położona w województwie zachodniopomorskim, w powiecie gryfińskim, w gminie Chojna.
W latach 1975–1998 miejscowość administracyjnie należała do województwa szczecińskiego.